# DAM Preis für Architektur in Deutschland
Der DAM Preis für Architektur in Deutschland ist ein seit 2007 vom Deutschen Architekturmuseum (DAM) vergebener Preis für „herausragende zeitgenössische Architektur“ in Deutschland. Die Auszeichnung erfolgt im Kontext der Veröffentlichung des jährlich erscheinenden Buches Deutsches Architektur Jahrbuch, in dem eine wechselnde Jury eine Auswahl herausragender Werke der Architektur des Vorjahres und auch das ausgezeichnete Bauwerk vorstellt. Parallel erfolgt eine Ausstellung, in der alle Bauten, die in das Deutsche Architektur Jahrbuch aufgenommen wurden, mit Fotos und Modellen präsentiert werden.
Der Preis ist nicht dotiert; der Preisträger erhält eine von Harald Pompl gestaltete Statuette, die das Haus-im-Haus-Museumsarchitektur von Oswald Mathias Ungers darstellt. Seit 2017 ist der Elektroinstallationstechnik-Anbieter Jung Kooperationspartner.

## Preisträger
| Jahr | Jury | Bauwerk                                                                   | Architekten                                      | Bilder der Bauwerke                                        |  |
| ---- | --- | ------------------------------------------------------------------------- | ------------------------------------------------ | ---------------------------------------------------------- |  |
| 2007 | Ursula Baus, Armand Grüntuch, Oliver Hamm, Ulrich Höhns und Andreas Ruby | Dokumentationshaus, KZ-Gedenkstätte Hinzert                               | Wandel Hoefer Lorch + Hirsch                     | Dokumentationshaus der KZ-Gedenkstätte Hinzert, 2008       |  |
| 2008 | | Kolumba Museum, Köln                                                      | Peter Zumthor und Rainer Weitschies              | Kolumba, erzbischöfliches Diözesanmuseum Köln (2007)       |  |
| 2009 | Peter Cachola Schmal und sechs weitere Experten | Betriebsrestaurant des schwäbischen Unternehmens Trumpf, Ditzingen        | Barkow Leibinger Architekten                     | Betriebsrestaurant des schwäbischen Unternehmens Trumpf    |  |
| 2010 | Peter Cachola Schmal und zehn weitere Experten | Neuaufbau Neues Museum, Museumsinsel Berlin                               | David Chipperfield                               | Neues Museum Berlin, 2008                                  |  |
| 2011 | Peter Cachola Schmal und weitere Experten | Rekonstruktion des Ostflügels des Museums für Naturkunde in Berlin        | Diener & Diener Architekten                      | Rekonstruierter Ostflügel des Museum für Naturkunde Berlin |  |
| 2012 | Roger Diener und weitere Experten | Umbau und Erweiterung des Hambacher Schlosses, Neustadt an der Weinstraße | Max Dudler                                       | Hambacher Schloss mit modernen Anbauten, 2013              |  |
| 2013 | Max Dudler und weitere Experten | Kunstmuseum, Ravensburg                                                   | LRO Lederer Ragnarsdóttir Oei                    | Kunstmuseum Ravensburg, 2013                               |  |
| 2014 | Jórunn Ragnarsdóttir und weitere Experten | Grundschule am Arnulfpark, München                                        | Hess Talhof Kusmierz                             |                                                            |  |
| 2015 | | Neue Meisterhäuser, Dessau                                                | Bruno Fioretti Marquez                           | Haus Gropius, 2015                                         |  |
| 2017 | | Europäisches Hansemuseum, Lübeck                                          | Andreas Heller                                   | Europäisches Hansemuseum, 2015                             |  |
| 2018 | Neun Experten | Wohnanlage wagnisART, München                                             | Bogevischs Buero und Schindler Hable Architekten | Wohnbauprojekt wagnisART, 2018                             |  |
| 2019 | Rainer Hofmann und weitere Experten | Modernisierung, Umbau Kulturpalast, Dresden                               | Gerkan, Marg und Partner                         | Kulturpalast Dresden Saal 04, 2017                         |  |
| 2020 | | James-Simon-Galerie, Berlin                                               | David Chipperfield                               | James-Simon-Galerie                                        |  |
| 2021 | | Werk 12, Werksviertel München                                             | MVRDV und Nuyken von Oefele                      |                                                            |  |
| 2022 | Uwe Bresan, Kristina Egbers, Oliver Elser, Angelika Fitz, Katharina Matzig, Christoph von Oefele, Dionys Ottl, Jacob van Rijs, Dijane Slavic, Christiane Thalgott, Peter Cachola Schmal | San Riemo, München                                                        | summacumfemmer und Juliane Greb                  |                                                            |  |
| 2023 | Uwe Bresan, Juliane Greb, Brita Köhler, Martin Haas, Florian Summa, Andreas Ruby, Peter Cachola Schmal, Dijane Slavic, Lena Unger, Jörn Walter, Uta Winterhager                         | Erweiterung Landratsamts Starnberg                                        | Auer Weber                                       |                                                            |  |
| 2024 | Philipp Auer, Uwe Bresan, Barbara Ettinger-Brinckmann, Alexander Fthenakis, Tobias Hönig, Andrea Jürges, Verena Konrad, Peter Cachola Schmal, Dijane Slavic, Cordula Vielhauer          | Studierendenhaus der Technischen Universität Braunschweig                 | Gustav Düsing und Max Hacke                      | Das Studierendenhaus der TU abends                         |  |
| 2025 | Uwe Bresan, Gustav Düsing, Oliver Elser, Max Hacke, Kyung-Ae Kim, Andres Lepik, Regula Lüscher, Peter Cachola Schmal, Dijane Slavic, Volker Staab                                       | Spore Initiative, Berlin-Neukölln                                         | AFF Architekten                                  |                                                            |  |

## Belege
1. 1 2 3  DAM. 16. Februar 2015, archiviert vom Original; abgerufen am 28. Januar 2024.
2. ↑  DAM-Preis - Allgemein - Der Preis. Abgerufen am 25. Dezember 2024.
3. ↑  DAM. 14. März 2016, archiviert vom Original; abgerufen am 28. Januar 2024.
4. ↑  DAM. 25. März 2018, archiviert vom Original; abgerufen am 28. Januar 2024.
5. ↑  DAM. 23. September 2015, archiviert vom Original; abgerufen am 28. Januar 2024.
6. ↑  DAM. 23. September 2015, archiviert vom Original; abgerufen am 28. Januar 2024.
7. ↑  DAM. 23. September 2015, archiviert vom Original; abgerufen am 28. Januar 2024.
8. ↑  DAM. 23. September 2015, archiviert vom Original; abgerufen am 28. Januar 2024.
9. ↑  DAM. 23. September 2015, archiviert vom Original; abgerufen am 28. Januar 2024.
10. ↑  DAM. 23. März 2018, archiviert vom Original; abgerufen am 28. Januar 2024.
11. ↑  DAM. 23. März 2018, archiviert vom Original; abgerufen am 28. Januar 2024.
12. ↑  DAM Deutsches Architekturmuseum. 28. Januar 2019, archiviert vom Original; abgerufen am 28. Januar 2024.
13. ↑  DAM Deutsches Architekturmuseum. 28. Januar 2019, archiviert vom Original; abgerufen am 28. Januar 2024.
14. ↑  DAM-Preis - Nominierungen - DAM Preis 2020 - Archiv. Abgerufen am 21. Juni 2025.
15. ↑  DAM-Preis - Nominierungen - DAM Preis 2021 - Archiv. Abgerufen am 21. Juni 2025.
16. ↑  Spiegel Online: Münchner Werk 12 gewinnt Architekturpreis für außergewöhnliche Fassade. Abgerufen am 29. Januar 2021.
17. ↑  DAM-Preis - Preisträger - DAM Preis 2022. Abgerufen am 19. Februar 2022.
18. ↑  DAM-Preis - Nominierungen - DAM Preis 2023 - Archiv. Abgerufen am 21. Juni 2025.
19. ↑  DAM-Preisträger 2024 auf dam-preis.de.
20. ↑  DAM-Preis - Preisträger - DAM Preis 2025. Abgerufen am 21. Juni 2025.